# Hindø
Hindø er en 70 ha stor ø i Stadil Fjord. Øen blev i 1960 brofast med Agersbækvej, som fører op til landsbyen Hee udenfor Ringkøbing i Vestjylland .
Hindø blev i 1990 fredet, hvilket betyder at øen i dag ikke må bruges til landbrug eller jagt. Hindø har et  rigt fugleliv, blandt andet pga. rørskoven, som dækker store dele af øen. 
Der findes 2 boliger på Hindø, en stor gård, som bruges som sommerhus og et lille hus, som tidligere var fiskemesterbolig. 
Man kan køre til Hindø Bro i bil, og derfra gå eller cykle den 4 km. lange tur rundt på øen. 